# Metafosfato de bario
El metafosfato de bario es una sustancia inorgánica de fórmula molecular Ba(PO3)2. Es un sólido incoloro insoluble en agua, aunque soluble en soluciones ácidas por "disolución lenta". Es un sólido incoloro insoluble en agua, aunque soluble en soluciones ácidas por "disolución lenta". La cristalografía de rayos X muestra que este material está compuesto por cationes Ba2+ unidos a un anión polifosfato ((PO3-)n). Se conocen varias formas hidratadas que en realidad son metafosfatos cíclicos, Ba2(P4O12)·3.5H2O, Ba3(P3O9)2·6H2O .

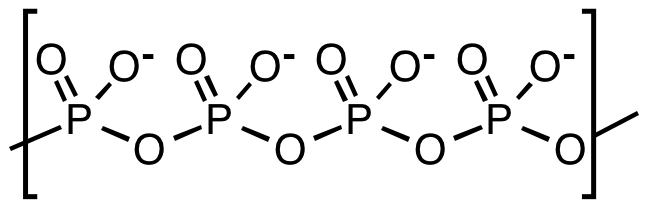
Estructura de una subunidad de anión polifosfato lineal.

## Preparación
El metafosfato de bario puede prepararse por reacción del carbonato de bario con ácido metafosfórico:
BaCO3 + 2HPO3 → Ba(PO3)2 +CO2 +H2O
o alternativamente por la reacción acuosa de cloruro de bario y metafosfato de sodio: BaCl2(aq) + 2NaPO3(aq) → Ba(PO3)2 + 2NaCl

## Aplicaciones
La combinación de polifosfato de sodio y bario forma un vidrio de bajo punto de fusión con un elevado coeficiente de dilatación térmica. El punto de fusión del vidrio aumenta con el contenido de bario. Este vidrio hace juntas con metales de baja fusión como el aluminio (punto de fusión 650 °C). Los vidrios de borosilicato normales se ablandan por encima del punto de fusión del aluminio. Se preparan calentando una mezcla de fosfato diamónico, carbonato sódico y carbonato de bario.